# Cupha maenada
Cupha maenada är en fjärilsart som beskrevs av Grose-smith 1898. Cupha maenada ingår i släktet Cupha och familjen praktfjärilar. Inga underarter finns listade i Catalogue of Life.